# 시라토리 구라키치

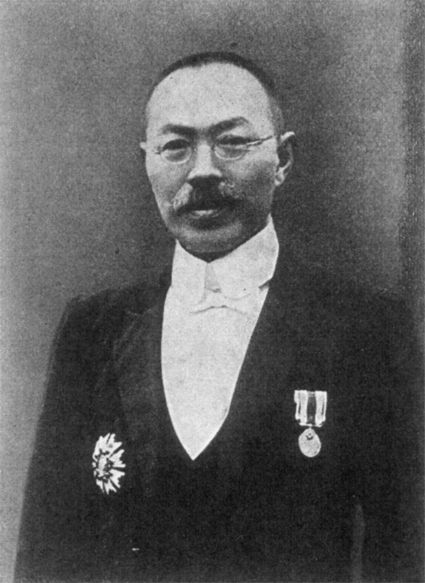
시라토리 구라키치

시라토리 구라키치(일본어: 白鳥 庫吉, 1865년 3월 1일 ~ 1942년 3월 30일)는 일본의 동양학자로 도쿄 제국대학 (지금의 도쿄 대학)의 교수를 지냈다. 야마타이 국 기타큐슈 발원설을 처음으로 제시한 인물이다.
가즈사국 나가라 군 하세 촌 (지금의 지바현 모바라시)에서 태어났다. 나카 미치요로부터 학문을 배웠으며, 1886년에 도쿄 대학을 졸업하였다. 1886년부터 1921년까지 가쿠슈인에서 교수로 지내면서 쇼와 천황을 가르쳤다. 1904년부터 1925년까지는 도쿄 제국 대학 문학대학 사학과의 교수로 일했다. 1910년 《왜여왕 히미코 고》를 썼으며, 야마타이 국 기타큐슈 발원설을 주장하여 야마타이 국의 기나이 지방 발원설을 주장한 교토 대학 교수 나이토 고난과 대립했다.
1907년 동양협회 학술조사부를 설립하여 《도요가쿠호》, 《만선지리역사연구보고》 등을 발행했다. 1924년에는 동양문고를 설립했다.

## 저서
- 《시라토리 구라키치 저작집》(白鳥庫吉著作集)
  - 제1・2권:
  - 《西域史硏究》 (上, 下) 서울: 삼귀문화사(三貴文化社) , 1987년
- 《시라토리 구라키치 전집》(白鳥庫吉全集) 전 10권, 이와나미 쇼텐, 1969~1971년
  - 1권 《일본 상대사 연구》:  ・2권: 일본 상대사 연구,
  - 3권: 《조선사 연구》 :
  - 4・5권: 만리장성 이북 민족사 연구, 6・7권: 서역사 연구, 8・9권: 아시아사론, 10권: 잡찬 등
  - 서역사연구, 조선사연구, 만리장성 이북 민족사연구는 단행본으로 신판 출간되었다.
- 《일본역사 쇼와천왕의 교과서》 (상・하), 벤세이분코(勉誠文庫): 벤세이슛판(勉誠出版), 2000년
- 《국사 쇼와천황의 역사교과서 구어 번역》(国史 昭和天皇の歴史教科書 口語訳), 이즈모이 아키(出雲井晶) 번역, 고단샤, 2004년

## 같이 보기
- 조카 시라토리 도시오 - 정치인, 외교가로 극동 국제 군사 재판 (도쿄 재판)에서 A급 전범으로 붙잡혀 징역을 살았다. 죽은 뒤 야스쿠니 신사에 합사되었다.